# Phemeranthus thompsonii
Phemeranthus thompsonii är en källörtsväxtart som först beskrevs av N.Duane Atwood och S. L. Welsh, och fick sitt nu gällande namn av Kiger. Phemeranthus thompsonii ingår i släktet Phemeranthus och familjen källörtsväxter. Inga underarter finns listade i Catalogue of Life.